# William Henry Gregory
Pour les articles homonymes, voir Gregory.
Sir William Henry Gregory, (né le 1er juillet 1816 - mort le 6 mars 1892), est un écrivain et un politicien anglo-irlandais. Il a été le mari de la femme à succès Isabella Augusta Gregory.
Il a été le 14e gouverneur du Ceylan britannique dans l'actuel Sri Lanka. 

## Biographie
Fils unique de Robert Gregory (1790-1847) et Elizabeth Gregory (né O'Hara, 1799-1877), William Gregory est né à Dublin.
Entre 1830 et 1835, il a étudié à la Harrow School où il a gagné plusieurs prix. En 1836, il entra à Christ Church, mais quittera l'établissement 3 ans plus tard sans diplôme.
Son père meurt d'une fièvre pendant la Grande famine irlandaise de 1847.

## Distinctions
Ordre de Saint-Michel et Saint-Georges Chevalier Commandeur

## Culture populaire
- Son nom a été utilisé pour le rôle de l'Inspecteur Gregory de Scotland Yard dans le roman Flamme d'Argent, d'Arthur Conan Doyle.
- Son physique a servi de modèle pour le personnage de Phineas Finn dans les nouvelles Palliser d'Anthony Trollope. Trollope étant ami avec Gregory.